# Kopononobryum bengalense
Kopononobryum bengalense là một loài rêu trong họ Splachnobryaceae. Loài này được (Gangulee) Arts mô tả khoa học đầu tiên năm 2001.